# Ђовани Ђолити
Ђовани Ђолити (итал. Giovanni Giolitti; Мондови, 27. октобар 1842 — Кавур, 17. јули 1928) је био италијански државник. Између 1892. године и 1921. године пет пута је био премијер Краљевине Италије.